# Comité Técnico de Árbitros
El Comité Técnico de Árbitros atiende directamente al funcionamiento del colectivo federativo de árbitros y le corresponden, con subordinación al presidente de la RFEF, el gobierno, representación y administración de las funciones atribuidas a aquellos. Se encarga del funcionamiento y organización del mundo arbitral español. Por supuesto, es el órgano encargado de la designación de partidos o ascensos de categoría de los árbitros, árbitros asistentes, delegados de partido e informadores de fútbol y fútbol sala en categorías nacionales. Asimismo, es el órgano encargado de comunicar a la FIFA la selección de los árbitros y asistentes internacionales en cada temporada.

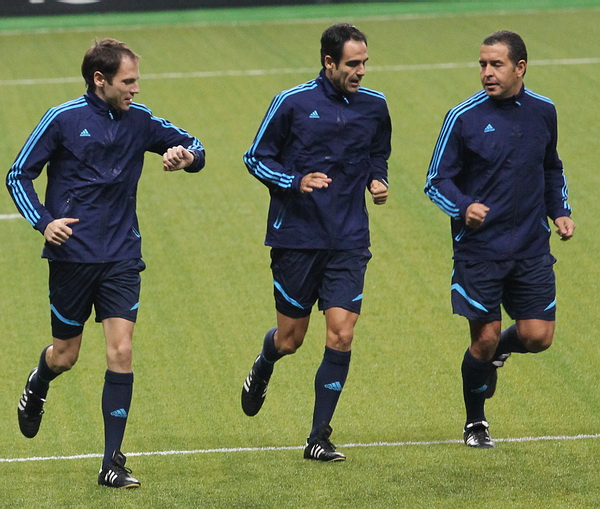
Velasco Carballo y sus asistentes en el calentamiento de un partido de competición europea.

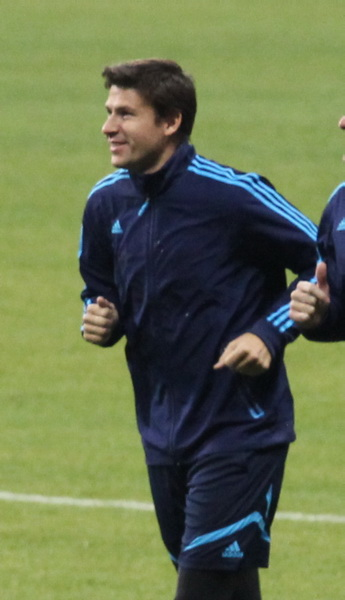
Rubinos Pérez en el calentamiento de un partido de competición europea.

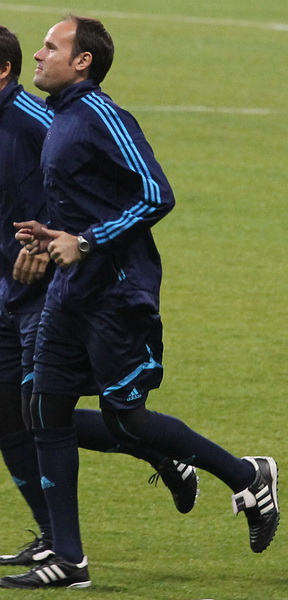
Mateu Lahoz en el calentamiento de un partido de competición europea.

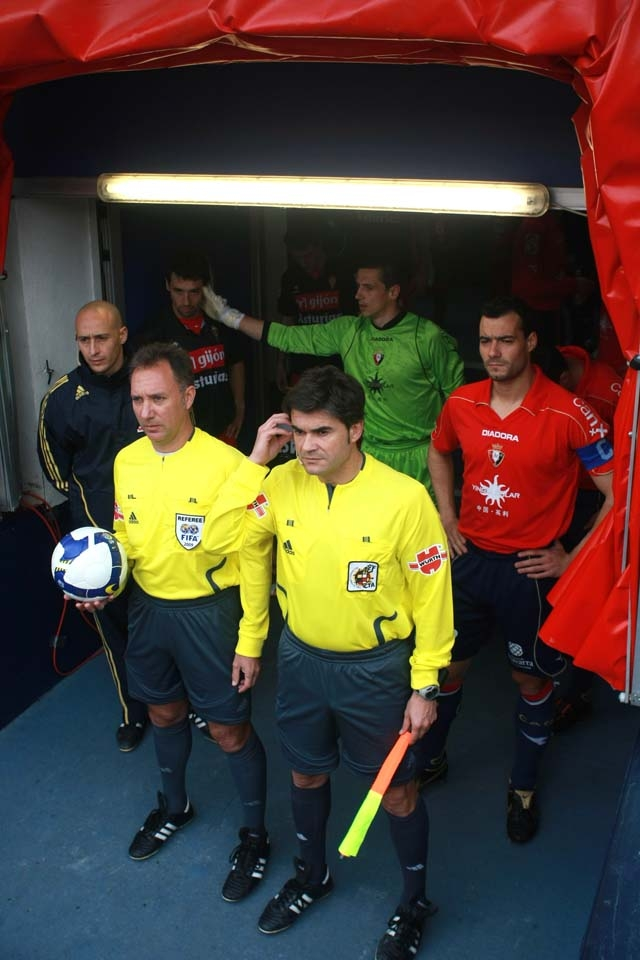
Medina Cantalejo, uno de los árbitros con más liderazgo en los últimos años.

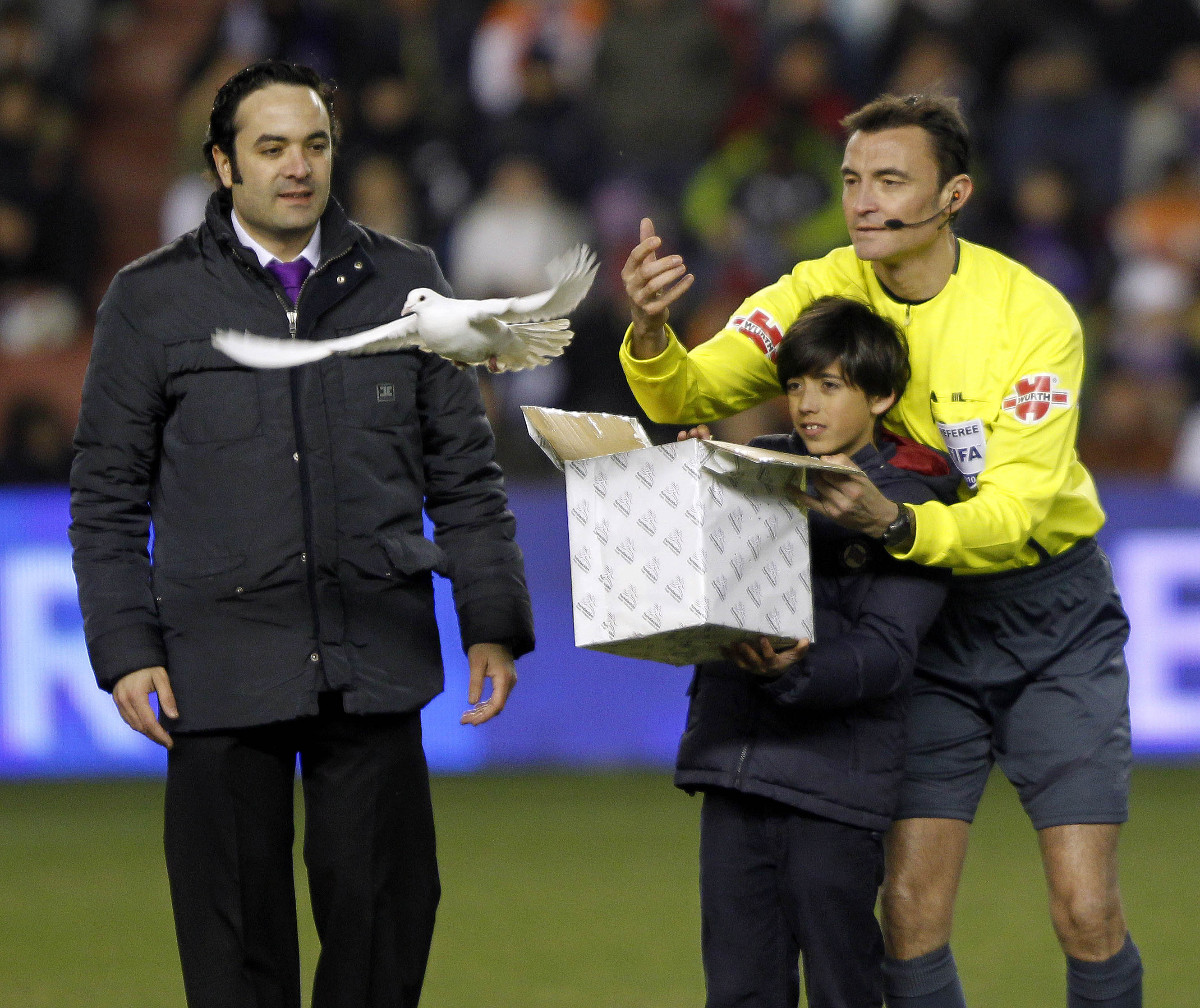
Mejuto González en el homanaje a Miguel Delibes.

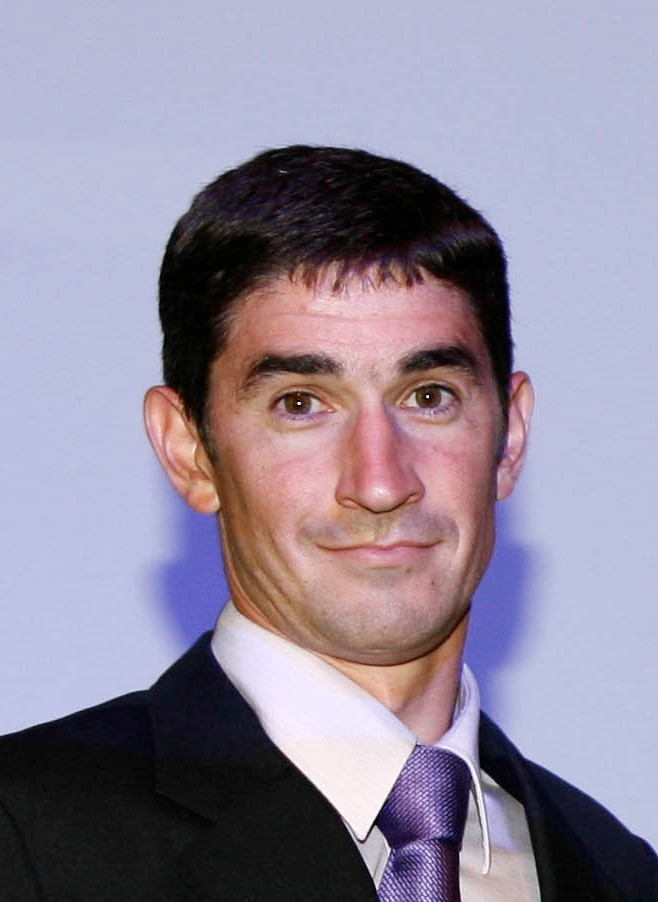
Undiano Mallenco, uno de los árbitros con más partidos del fútbol español.

## Historia
Este órgano técnico federativo encargado de la parcela arbitral, ha tenido diferentes nombres a lo largo de sus casi 100 años de existencia. En un primer arranque del fútbol en España, el aspecto arbitral venía regulado por las diferentes federaciones regionales que bajo unos criterios subjetivos, designaban a los árbitros y mantenían la organización arbitral. En un primer momento los partidos eran arbitrados por directivos o jugadores de los clubes contendientes. Posteriormente pasó a las federaciones regionales, y ya en los años 1920 se crea de manera definitiva un órgano federativo que unifique criterios a nivel estatal español.

### Denominaciones
Han sido tres las denominaciones con las que se ha conocido al máximo órgano arbitral del fútbol español. Desde sus inicios hasta el final de la guerra civil española se denominó Comité Nacional de Árbitros (CNA). Tras la guerra, cambió a un nombre que definía bien la verticalidad del régimen, Comité Central de Árbitros (CCA). En los 60 se recuperó el nombre de Comité Nacional de Árbitros (CNA), y en 1993 tras la llegada a la presidencia de Sánchez Arminio el órgano se nombra Comité Técnico de Árbitros (CTA), nombre que continúa vigente.
- Denominaciones:
  - Comité Nacional de Árbitros (CNA)
  - Comité Central de Árbitros (CCA)
  - Comité Nacional de Árbitros (CNA)
  - Comité Técnico de Árbitros (CTA)

## Funciones
El Comité Técnico de Árbitros viene regulado en los Estatutos de la RFEF en el Título VI (De los órganos de la RFEF), Capítulo 4 (De los órganos técnicos), en su Sección 1.ª (Del Comité Técnico de Árbitros). Posteriormente, este órgano viene desarrollado más profundamente en el Reglamento General de la RFEF.
Se encarga del funcionamiento, organización o designación de los árbitros de fútbol y fútbol sala en categorías nacionales. En fútbol, esto querría decir que el CTA es el encargado de todo lo relativo a los árbitros, salvo la asignación de éstos en ligas profesionales (Primera, Segunda y Segunda B), que como marca el punto 5 de los Estatutos de la RFEF, las designaciones arbitrales corren a cargo de un Comité a cargo de la liga y la RFEF . La Tercera división, pese a ser una categoría inicialmente reconocida como nacional, es una categoría mixta, en la que se cede la mayor parte de la regulación a las federaciones autonómicas, por lo que arbitralmente sucede lo mismo y su regulación, salvo algunas cuestiones, queda bajo organización autonómica.
Sus funciones más básicas siguiendo los Estatutos de la RFEF, son:

1. El Comité Técnico de Árbitros atiende directamente al funcionamiento del colectivo federativo de árbitros y le corresponden, con subordinación al Presidente de la RFEF, el gobierno, representación y administración de las funciones atribuidas a aquellos.
2. La presidencia del Comité recaerá en quien designe el que ostenta la de la RFEF.
3. El Comité Técnico de Árbitros desarrollará las siguientes funciones:
a) Establecer los niveles de formación arbitral.
b) Clasificar técnicamente a los árbitros y proponer la adscripción a las categorías correspondientes.
c) Proponer los candidatos a árbitros de categoría internacional.
d) Aprobar las normas administrativas regulando el arbitraje.
e) Coordinar con las Federaciones de Ámbito Autonómico integradas en la RFEF los niveles de formación.
f) Designar a los colegiados en las competiciones de ámbito estatal no profesional.
g) Cualesquiera otras delegadas por la RFEF.
4. Las propuestas a que se refiere el apartado anterior se elevarán al Presidente de la RFEF para su aprobación definitiva.
5. En lo que respecta a los partidos o competiciones en que intervengan clubes adscritos a la Liga de Fútbol Profesional, las designaciones de los árbitros competerán a la Comisión formada por tres miembros, uno nombrado por la Real Federación, otro por la Liga y el tercero de común acuerdo entre ambas entidades, ostentando la presidencia el miembro designado por la RFEF.
Serán también funciones de esta Comisión:
a) Establecer las normas que tengan repercusión económica en el sistema de arbitraje de las competiciones de carácter profesional.
b) Desarrollar programas de actualización y homogeneización de los criterios técnicos durante las competiciones, en concordancia con la política de formación y capacitación establecidas por el Comité Técnico de Árbitros y los organismos internacionales.
6. La designación de los árbitros para dirigir partidos no estará limitada por recusaciones ni por condiciones de cualquiera clase; y los que fueren nombrados no podrán abstenerse de dirigir el encuentro de que se trate, salvo que concurran razones de fuerza mayor que ponderará, en cada caso, el Comité o la Comisión.
7. El Comité Técnico de Árbitros ejerce facultades disciplinarias, si bien limitadas exclusivamente a los aspectos técnicos de la actuación de los colegiados.
8. La composición y régimen de funcionamiento del Comité se determinarán reglamentariamente.

Posteriormente, encontramos desarrolladas estas disposiciones de los Estatutos de la RFEF en el Reglamento General de la RFEF. Ahí encontramos desarrollado el asunto de las designaciones, las vocalías y su acción, la Escuela Nacional de Árbitros de Fútbol (ENAF), etc.

### Comités autonómicos
Otra de las funciones del CTA es la de órgano regulador y supervisor de los comités técnicos arbitrales de las diferentes federaciones autonómicas. A continuación se listan los diferentes comités técnicos autonómicos que son dependientes de sus respectivas federaciones y del propio CTA:
| - Andaluz - Aragonés - Asturiano - Balear | - Cántabro - Castellano-Manchego - Castellano-Leonés - andaluz | - Ceutí - Extremeño - Gallego - Las Palmas | - Madrileño - Melillense - Murciano - Navarro | - Riojano - Tinerfeño - Valenciano - Vasco |

Notas: 

## Presidentes
A continuación se listan cronológicamente todos los presidentes que ha tenido este órgano arbitral desde su creación:
| - Alfonso Albéniz Jordana - Carlos Dieste Vega - Luis Colina Álvarez (1924-26) - Antonio de Cárcer y Disdier (1926-28) - Luis Iglesias Gracia (julio 1928) - Julián Ruete Muniesa (septiembre 1928 - noviembre 1928) - Alfonso Albéniz Jordana (1928-29) - Antonio de Cárcer y Disdier (1930-36) - Eulogio Aranguren Labairu (1939-46) - Manuel Álvarez Corriols (1946) - Emilio Suárez Marcelo (1947) - Ramón Echarren Sanzmagaray (1947-48) - Pedro Escartín Morán (1948-51) - Luis Saura del Pan (1951-52) | - Arturo López Espinosa (1952) - Eulogio Aranguren Labairu (1952-53) - Emilio Álvarez Pérez (1953-56) - Nivario de la Cruz Hernández (septiembre 1956 - noviembre 1961) - Manuel Asensi Martín (1961-67) - José Plaza Pedraz (1967-70) - José Fernández de la Torre (1970) - Juan Francisco Pardo Hidalgo (1971-72) - José Plaza Pedraz (1972-1990) - Francisco Javier Lorente Pérez (07/05/1990 - 06/07/1990) - Fernando de Andrés Merino (1990) - Pedro Sánchez Sanz (1990 - 15/03/1993) - Victoriano Sánchez Arminio (15/03/1993 - 23/05/2018) - Carlos Velasco Carballo (23/05/2018 - diciembre 2021) - Luis Medina Cantalejo (diciembre 2021-26 de junio de 2025) |

## Organigrama
Organigrama propio de este órgano técnico federativo:
- Presidente
- Vicepresidentes
- Adjunto a la presidencia
- Asesor Jurídico
- Secretario

Comité para la LFP:
- Presidente
- Vocales

## Plantilla de árbitros
A continuación se listan los árbitros de las categorías de Primera y Segunda División en la temporada 2024/2025.

### Primera División
- Alberola Rojas (8) - Comité Castellano-Manchego -   (2024)
- Busquets Ferrer (2) - Comité Balear -
- Cuadra Fernández (7) - Comité Balear -  (2020)
- De Burgos Bengoetxea (10) - Comité Vasco -  (2018)
- Cordero Vega (5) - Comité Cántabro -
- Díaz de Mera Escuderos (5) - Comité Castellano-Manchego -
- García Verdura (2) -  Comité Catalán -
- Gil Manzano (13) - Comité Extremeño -  (2014)
- González Fuertes (8) - Comité Asturiano -
- Hernández Hernández (13) - Comité de Las Palmas -  (2014)
- Hernández Maeso (2) - Comité Extremeño -
- Martínez Munuera (12) - Comité Valenciano -  (2015)
- Melero López (11) - Comité Andaluz -
- Munuera Montero (9) - Comité Andaluz -  (2019)
- Muñiz Ruiz (4) - Comité Gallego -   (2024)
- Ortiz Arias (4) - Comité Madrileño -
- Pulido Santana (3) - Comité de Las Palmas -
- Quintero González (1) - Comité Andaluz -
- Sánchez Martínez (10) - Comité Murciano -   (2017)
- Soto Grado (6) - Comité Riojano -  (2022)

La categoría cuenta con los 10 árbitros de categoría internacional que se listan arriba sin que exista ninguna asociación miembro de la FIFA con más árbitros principales de esta categoría.

### Segunda División
- Ais Reig (10) - Comité Valenciano -
- Arcediano Monescillo (14) - Comité Castellano-Manchego -
- Ávalos Barrera (7) -  Comité Catalán -
- Cid Camacho (2) - Comité Castellano-Leonés -
- De la Fuente Ramos (11) - Comité Castellano-Leonés -
- Fuentes Molina (3) - Comité Valenciano -
- Galech Apezteguía (6) - Comité Navarro -
- González Díaz (2) - Comité Asturiano -
- Huerta de Aza (1) - Comité Tinerfeño -  (2016)
- González Esteban (6) - Comité Vasco -
- Guzmán Mansilla (3) - Comité Andaluz -
- Lax Franco (2) - Comité Murciano -
- Mallo Fernández (1) - Comité Castellano-Leonés -
- Moreno Aragón (8) - Comité Madrileño -
- Muñiz Muñoz (1) - Comité Aragonés -
- Muresan Muresan (1) - Comité Valenciano -
- Orellana Cid (2) - Comité Andaluz -
- Palencia Caballero (1) - Comité Vasco -
- Pérez Hernández (1) - Comité Madrileño -
- Sánchez López (5) - Comité Murciano -
- Sánchez Villalobos (1) - Comité Andaluz -
- Sesma Espinosa (2) - Comité Riojano -

### Árbitros VAR
Primera División:
- Del Cerro Grande (2) - Comité Madrileño -
- Figueroa Vázquez (1) -  Comité Andaluz -
- Iglesias Villanueva (1) - Comité Gallego -
- Pizarro Gómez (2) - Comité Madrileño -
- Trujillo Suárez (1) - Comité Tinerfeño -

Segunda División:
- Caparrós Hernández (1) - Comité Valenciano -
- Gálvez Rascón (2) - Comité Madrileño -
- González Francés (1) - Comité de Las Palmas -
- Gorostegui Fernández-Ortega (2) - Comité Vasco -
- López Toca (1) - Comité Cántabro -
- Milla Alvéndiz (1) - Comité Andaluz -

### Primera División Femenina
Las árbitras de la Liga F en la temporada 2024/25 son las siguientes:
- Ainara Andrea Acevedo Dudley (8) - Comité Catalán -  (2018)
- Elisabeth Calvo Valentín (3) - Comité Madrileño -  (2025)
- Paola Cebollada López (8) - Comité Aragonés -
- Beatriz Cuesta Arribas (7) - Comité Gallego -
- Alicia Espinosa Ríos (5) - Comité Madrileño -
- Andrea Fernández Firvida (2) - Comité Aragonés -
- María Eugenia Gil Soriano (6) - Comité Gallego -  (2024)
- Zulema González González (8) - Comité Gallego -
- Marta Huerta de Aza (8) - Comité Tinerfeño -  (2016)
- Elia María Martínez Martínez (8) - Comité Murciano -
- Elena Peláez Arnillas (8) - Comité Castellano-Leonés -
- Amy Peñalver Pearce (8) - Comité Balear -
- María Gloria Planes Terol (3) - Comité Murciano -
- Olatz Rivera Olmedo (8) - Comité Vasco -  (2022)
- Ylenia Sánchez Miguel (8) - Comité Catalán -
- Lorena del Mar Trujillano Gallardo (1) - Comité Andaluz -

## Trofeo Vicente Acebedo
En 2008 se instauró el Trofeo Vicente Acebedo, que desde la temporada 2007/08 se entrega anualmente por parte de la RFEF y bajo los criterios de selección del CTA, a los mejores árbitros y asistentes de cada temporada en la Primera y Segunda División de España. También se entregó este trofeo a la mejor árbitra y árbitra asistente de la Primera División Femenina desde la temporada 2017/18, cuando fue una categoría arbitrada solo por mujeres.

### Primera División
| Temporada | Árbitro                            | Asistente                      |
| --------- | ---------------------------------- | ------------------------------ |
| 2007-08   | Manuel Enrique Mejuto González     | Juan Carlos Yuste Jiménez      |
| 2008-09   | Alberto Undiano Mallenco           | Jesús Calvo Guardamuro         |
| 2009-10   | Alberto Undiano Mallenco           | Fermín Martínez Ibáñez         |
| 2010-11   | Carlos Velasco Carballo            | Roberto Alonso Fernández       |
| 2011-12   | David Fernández Borbalán           | Raúl Cabañero Martínez         |
| 2012-13   | Carlos Clos Gómez                  | Javier Aguilar Rodríguez       |
| 2013-14   | Antonio Miguel Mateu Lahoz         | Pau Cebrián Devís              |
| 2014-15   | José Luis González González        | José María Sánchez Santos      |
| 2015-16   | Carlos del Cerro Grande            | Roberto Díaz Pérez del Palomar |
| 2016-17   | Alejandro José Hernández Hernández | Teodoro Sobrino Magán          |
| 2017-18   | Jesús Gil Manzano                  | Diego Barbero Sevilla          |
| 2018-19   | Xavier Estrada Fernández           | Jon Núñez Fernández            |
| 2019-20   | José María Sánchez Martínez        | Alfonso Baena Espejo           |
| 2020-21   | Antonio Miguel Mateu Lahoz         | Pau Cebrián Devís              |
| 2021-22   | Ricardo de Burgos Bengoetxea       | Diego Sánchez Rojo             |
| 2022-23   | José Luis Munuera Montero          | Íñigo Prieto López de Cerain   |
| 2023-24   | César Soto Grado                   | Carlos Álvarez Fernández       |

### Segunda División
| Temporada | Árbitro                            | Asistente                                  |
| --------- | ---------------------------------- | ------------------------------------------ |
| 2007-08   | Antonio Miguel Mateu Lahoz         | Rómulo Álvarez Zárate                      |
| 2008-09   | José Luis González González        | Ignacio Rubio Palomino                     |
| 2009-10   | José Antonio Teixeira Vitienes     | Pau Cebrián Devis                          |
| 2010-11   | Pedro Jesús Pérez Montero          | Francisco Javier Martín García             |
| 2011-12   | Alejandro José Hernández Hernández | Abrahám Álvarez Cantón                     |
| 2012-13   | Juan Martínez Munuera              | Francisco Javier García Sabuco             |
| 2013-14   | Mario Melero López                 | Jorge Bueno Mateo                          |
| 2014-15   | José María Sánchez Martínez        | Javier Martínez Nicolás                    |
| 2015-16   | José Luis Munuera Montero          | José Carlos Escuela Melo                   |
| 2016-17   | Pablo González Fuertes             | Iván Hernández Ramos                       |
| 2017-18   | Adrián Cordero Vega                | Antonio L. Cerezo Parfenof                 |
| 2018-19   | César Soto Grado                   | Diego Sánchez Rojo                         |
| 2019-20   | Jorge Figueroa Vázquez             | Rubén Porras Rico                          |
| 2020-21   | Alejandro Muñiz Ruiz               | Alejandro Estévez Iglesias                 |
| 2021-22   | Juan Luis Pulido Santana           | Fabián Blanco Rodríguez                    |
| 2022-23   | Francisco José Hernández Maeso     | Asier Pérez de Mendiola González de Durana |
| 2023-24   | Alejandro Quintero González        | Rubén Becerril Gómez                       |

### Primera División Femenina
| Temporada | Árbitro                        | Asistente                       |
| --------- | ------------------------------ | ------------------------------- |
| 2017-18   | Marta Huerta de Aza            | Rocío Puente Pino               |
| 2018-19   | Marta Frías Acedo              | Silvia Fernández Pérez          |
| 2019-20   | Ainara Andrea Acevedo Dudley   | Eliana Fernández González       |
| 2020-21   | María Dolores Martínez Madrona | Matilde Estévez-García Biajakue |
| 2021-22   | Zulema González González       | Rita Cabañero Mompo             |
| 2022-23   | Olatz Rivera Olmedo            | Carmela Capistrós Bitrián       |
| 2023-24   | Marta Huerta de Aza            | Silvia Fernández Pérez          |

## Controversia
Actualmente se está investigando un posible caso de corrupción deportiva en el Caso Negreira, donde estarían implicados el exvidepresidente José María Enríquez Negreira y miembros del FC Barcelona.
Por otro lado, desde el entorno del FCB se ha denunciado que 10 de sus presidentes han sido socios, directivos o jugadores del Real Madrid.